# Arebius montivagus
Arebius montivagus är en mångfotingart som beskrevs av Chamberlin 1943. Arebius montivagus ingår i släktet Arebius och familjen stenkrypare. Inga underarter finns listade i Catalogue of Life.